# Glyphoglossus flavus
Glyphoglossus flavus е вид жаба от семейство Тесноусти жаби (Microhylidae).

## Разпространение
Видът е разпространен в Малайзия.